# Generał major wojsk inżynieryjnych

Pagon na mundurze paradnym

Generał major wojsk inżynieryjnych (ros. Генерал-майор инженерных войск) – stopień wojskowy w korpusie wyższych oficerów wojsk inżynieryjnych w Siłach Zbrojnych ZSRR w latach 1940 - 1984; najniższy w tym korpusie; niższy bezpośrednio od stopnia generała porucznika wojsk inżynieryjnych.